# Asa Hutchinson
William Asa Hutchinson II (Bentonville, 1950. december 3. –) amerikai ügyvéd, üzletember és politikus, aki 2015 és 2023 között Arkansas kormányzója volt. A Republikánus Párt tagja, 1982 és 1985 között Arkansas nyugati körzetének ügyésze volt. 1997 ás 2001 között képviselte Arkansas harmadik kongresszusi körzetét az Egyesült Államok Képviselőházában, majd 2001-től 2003-ig a Drug Enforcement Administration igazgatója volt. Ő volt az Egyesült Államok Belbiztonsági Minisztériumának első határvédelmi és közlekedési alminisztere (2003–2005).
2006-ban Hutchinson volt a republikánusok jelöltje Arkansas kormányzói posztjára, de kikapott a demokrata Mike Beebetől, aki az állam államügyésze volt. 2014-ben ismét indult a republikánusok színeiben a pozícióban, ezúttal sikeresen legyőzve a demokrata képviselő Mike Rosst. 2018-ban újraválasztották, a szavazatok majdnem kétharmadával. 2022-ben nem indulhatott újra, mivel már két terminust töltött kormányzóként. Utódja Sarah Huckabee Sanders lett.
2020 és 2021 között a Kormányzók Országos Szövetségének alelnöke volt. 2021-ben Andrew Cuomo (New York) utódjaként lett a szövetség elnöke. 2024-ben indult a republikánus jelölésért az előválasztáson.

## Választási eredmények
| Párt     | Jelölt                    | Szavazatok | %      |
| -------- | ------------------------- | ---------- | ------ |
|          | Dale Bumpers (hivatalban) | 433 122    | 62,3%  |
|          | Asa Hutchinson            | 262 313    | 37,7%  |
|          | Ralph Forbes              | 52         | 0,1%   |
| Összesen | Összesen                  | 695 487    | 100,0% |

Hutchinson vereséget szenvedett az 1990-es főállamügyészi választáson.
| Párt     | Jelölt           | %      |
| -------- | ---------------- | ------ |
|          | Asa Hutchinson   | 55,70% |
|          | Ann Henry        | 41,84% |
|          | Tony Joe Huffman | 2,43%  |
| Összesen | Összesen         | 100,0% |

| Párt     | Jelölt                      | %      |
| -------- | --------------------------- | ------ |
|          | Asa Hutchinson (hivatalban) | 80,70% |
|          | Ralph Forbes                | 19,30% |
| Összesen | Összesen                    | 100,0% |

2000-ben nem indult senki Hutchinson ellen a képviselőválasztáson.
| Párt             | Jelölt           | Szavazatok | %      |
| ---------------- | ---------------- | ---------- | ------ |
|                  | Mike Beebe       | 430 765    | 55,61% |
|                  | Asa Hutchinson   | 315 040    | 40,67% |
|                  | Rod Bryan        | 15 767     | 2,04%  |
|                  | Jim Lendall      | 12 774     | 1,65%  |
| Egyéb szavazatok | Egyéb szavazatok | 334        | 0,04%  |
| Összesen         | Összesen         | 774 680    | 100,0% |

| Párt     | Jelölt         | Szavazatok | %      |
| -------- | -------------- | ---------- | ------ |
|          | Asa Hutchinson | 470 429    | 55,44% |
|          | Mike Ross      | 352 115    | 41,49% |
|          | Frank Gilbert  | 16 319     | 1,92%  |
|          | Josh Drake     | 9 729      | 1,15%  |
| Összesen | Összesen       | 848 592    | 100,0% |

| Párt     | Jelölt                      | Szavazatok | %      |
| -------- | --------------------------- | ---------- | ------ |
|          | Asa Hutchinson (hivatalban) | 582 406    | 65,33% |
|          | Jared Henderson             | 283 218    | 31,77% |
|          | Mark West                   | 25 885     | 2,90%  |
| Összesen | Összesen                    | 891 509    | 100,0% |